# Рокета (Асколи Пичено)
Рокета (итал. Rocchetta) насеље је у Италији у округу Асколи Пичено, региону Марке.
Према процени из 2011. у насељу је живело 56 становника. Насеље се налази на надморској висини од 248 м.